# Мехица

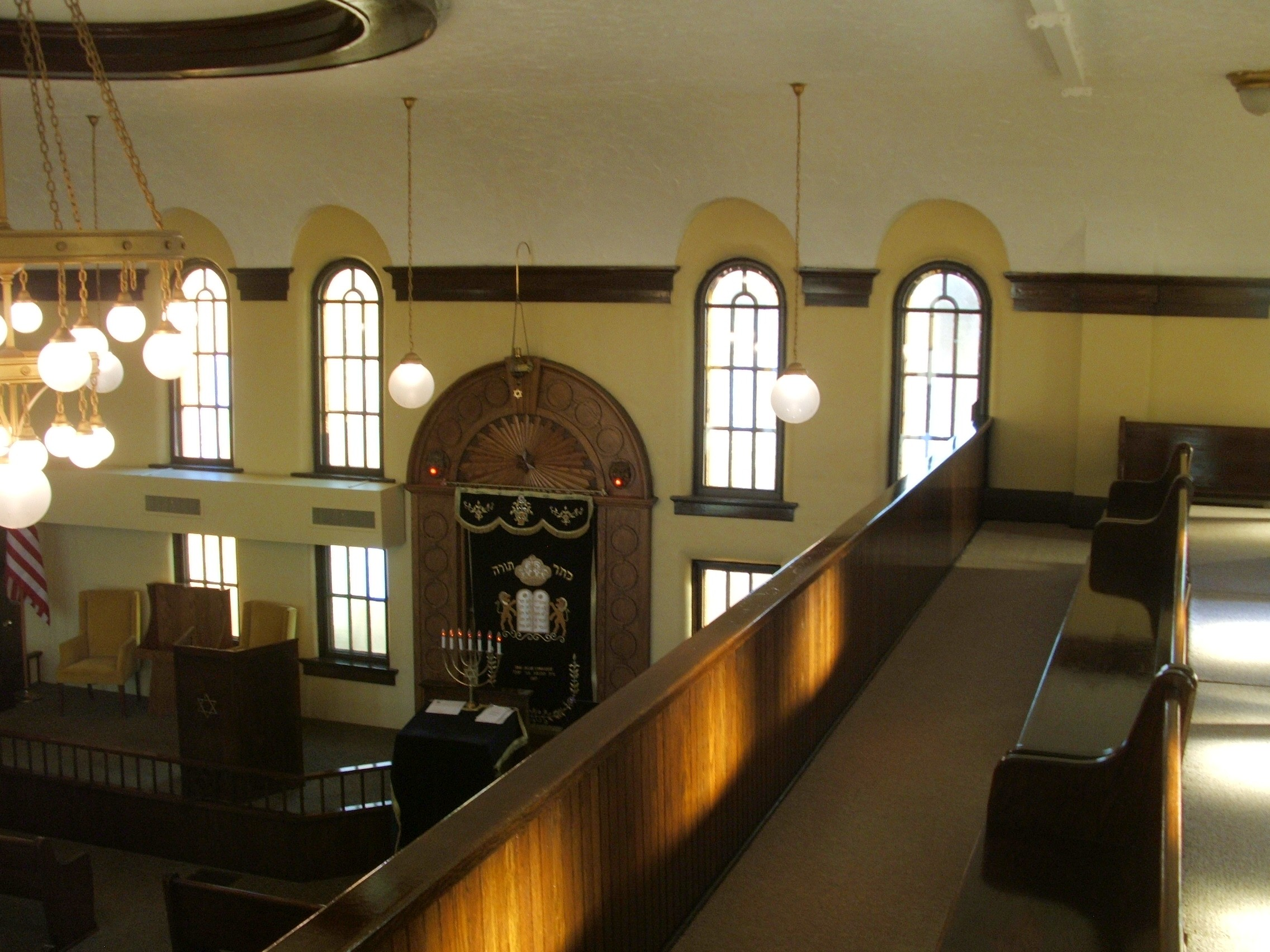
Мехица в виде балкона (Синагога Б'най Якоб в Оттумве, штат Айова, США)

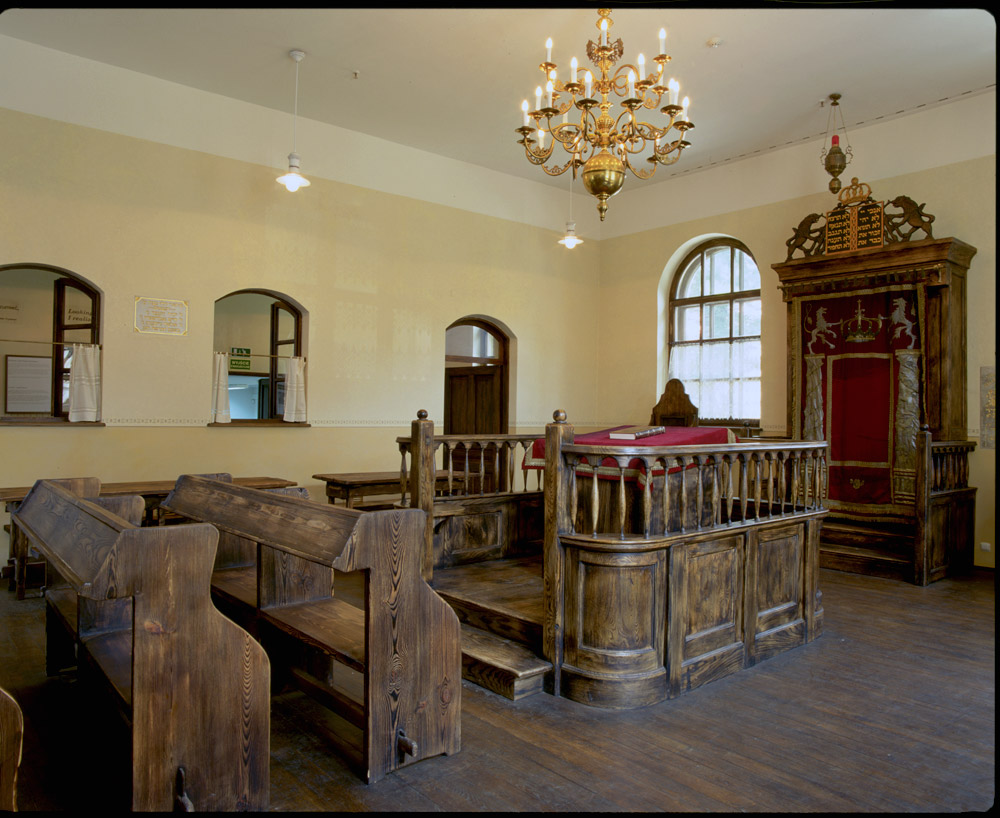
Мехица в виде стены с окнами (Синагога в Освенциме, Польша)

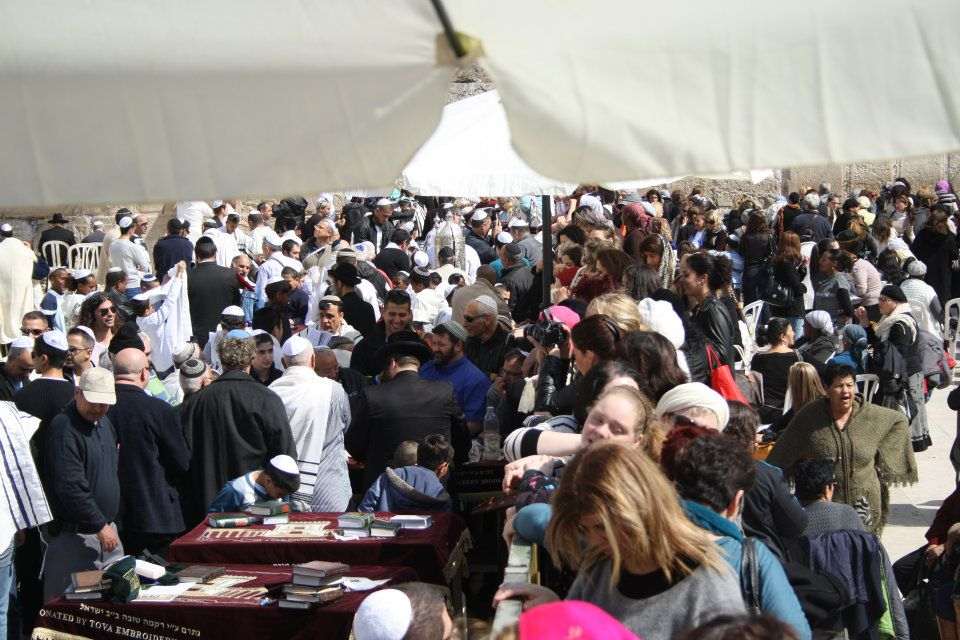
Мехица в виде невысокой ограды (у стены плача, Иерусалим, Израиль)

Мехица (ивр. מחיצה‎ — деление, ограда, граница, мн. ч.: מחיצות, Мехицот) — барьер, разделяющий мужскую и женскую части в синагогах, согласно требованиям галахи. В роли мехицы может выступать балкон, стена, невысокая ограда или занавес.
Женский двор существовал ещё во Втором Храме в Иерусалиме. Обоснование необходимости разделения полов для сохранения концентрации и в связи с правилами скромного поведения дано в талмуде в трактате (Сукка 51b и 52a), в связи с празднованием симхат бейт га-шоэва (церемонии черпания воды) в храмовом дворе во время праздника Суккот. Отсюда выводятся правила сооружения мехицы, применяющиеся в синагогах.
В разных синагогах разделение выполнено по-разному. Исторически, для женщин часто предназначались балконы сверху и по сторонам в главном молельном зале. Нередко главный зал просто разделён на мужскую и женскую стороны, обычно, неравного размера. В таких случаях, мехица может быть как небольшой символической оградой, так и высокой стеной с окнами, через которые женщины могут слышать и наблюдать за течением службы, а мужчины, наоборот, с трудом могут разглядеть, что делается на женской части; встречаются синагоги, в которых роль мехицы выполняет повешенный занавес или ковёр.
В реформистских синагогах не практикуется разделение полов, и, соответственно, нет ни мехицы, ни мужской или женской части как таковых. Практика в консервативных синагогах варьируется в зависимости от пожеланий конгрегации: обычно, разделение полов там тоже не практикуется, но в некоторых синагогах мужчины и женщины занимают разные стороны зала без барьера между ними, а иногда встречаются и залы с барьерами. Даже многие номинально ортодоксальные синагоги отказались от мехицы в США в первой половине 20 века (иногда этот отказ сопровождался переходом в реформистское или консервативное течение), но Orthodox Union (OU), крупнейшее объединение, представляющее современное течение ортодоксального иудаизма, в 1950-е годы прекратило предоставлять членство таким синагогам. В хасидских, а также «литовских» синагогах отношение к мехице было более строгим.